# Michał Prozwicki
Michał Prozwicki (ur. 19 grudnia 1899 lub 1 stycznia 1900 w Warszawie, zm. 4 stycznia 1946) – oficer Wojska Polskiego II RP, major saperów Polskich Sił Zbrojnych.

## Życiorys
Michał Prozwicki urodził się 19 grudnia 1899 lub 1 stycznia 1900 w Warszawie. 
Po zakończeniu I wojny światowej został przyjęty do Wojska Polskiego. Został awansowany na stopień porucznika inżynierii i saperów ze starszeństwem z dniem 1 listopada 1922. W 1923, 1924 był oficerem 1 pułku saperów w Modlinie. Na przełomie lat 20. i 30. służył w batalionie mostowym w Modlinie-Kazuniu, w którym w 1939 w stopniu kapitana był dowódcą kompanii przepraw rzecznych. Po wybuchu II wojny światowej w trakcie kampanii wrześniowej pełnił funkcję dowódcy kompanii ciężkiej kolumny pontonowej typ I (motorowa) nr 11 mobilizowanej przez batalion mostowy w Modlinie w składzie saperów Armii „Modlin”. Później przedostał się do Wielkiej Brytanii i został oficerem Polskich Sił Zbrojnych. Na przełomie 1940/1941 był dowódcą 3 kompanii saperów w składzie 3 Brygady Kadrowej Strzelców. Został awansowany na stopień majora i sprawował stanowisko dowódcy 10 batalionu saperów od 18 lipca 1945 do śmierci 4 stycznia 1946. Po ekshumacji został pochowany na Polskim Cmentarzu Wojennym w Loreto (miejsce 5-A-6).

## Ordery i odznaczenie
- Medal Wojska[13]
- Srebrny Krzyż Zasługi (30 grudnia 1924)[14][13]
- Krzyż Pamiątkowy Monte Casino nr 38762[13]
- Krzyż Kawalerski Orderu Imperium Brytyjskiego (13 sierpnia 1945)[13]